# Sylkky
Sylkky är en sjö i kommunen Nyslott i landskapet Södra Savolax i Finland. Sjön ligger 96,5 meter över havet. Arean är 1,06 kvadratkilometer och strandlinjen är 6,99 kilometer lång. Sjön  ingår i Vuoksens huvudavrinningsområde.   Den ligger omkring 99 kilometer öster om S:t Michel och omkring 290 kilometer nordöst om Helsingfors. 
I sjön finns ön Tipusaari. 